# Галатея (журнал)
Галатея — журнал «літератури, новин і мод», що виходив щотижня в 1829—1830 і в 1839—1840 роках. Друкувався у Москві за редакцією С. Раїча (1829—ЗО), П. Артьомова (1840), В. Межевича (1840).
Журнал не мав певного літературного і політичного спрямування і не грав важливої ролі в літературно-суспільному житті. Сам видавець у вступній статті писав так: "Галатея — метелик; як задати йому напрямок? "(1829, № 1). У 1829 році вийшло 46 номерів; в 1830 році, з нагоди холери, вийшло всього 42 номери.
Сторінки «Галатеї» зазвичай заповнювалися прозою (переважно перекладною) і критичними статтями самого редактора. У «Галатеї» з'являлися вірші Є. А. Баратинського, П. А. В'яземського, В. А. Жуковського, О. І. Полєжаєва, О. С. Пушкіна, Ф. І. Тютчева, С. П. Шевирьова. А. С. Пушкін опублікував в «Галатеї» два вірші: «Квітка» та "Е. Н. Ушаковій "(1829, № 1), а також матеріали з української літератури: «Українські казки» І. Срезневського, уривки з комедії «Дворянские выборы» Г. Квітки-Основ'яненка, уривки з роману «Чугуевский казак» О. Афанасьєва-Чужбинського, деякі його оповідання та вірші («Пробудження», «Німий» тощо).

У той же час на сторінках журналу з'являлися різкі критичні статті, спрямовані проти Пушкіна. «Галатея» перебувала в літературній ворожнечі з «Московським телеграфом», вела полеміку з «Северной пчелой», «Литературной газетой».